# Wiesław Turzański
Wiesław Turzański (ur. 1963 w Opolu) – działacz polonijny, harcmistrz, wieloletni prezes Fundacji Pomoc Polakom na Wschodzie, instruktor ZHR.
Rodzinnie związany z Kresami, działał na rzecz odrodzenia Polskiego Harcerstwa na Litwie, Białorusi i Ukrainie. Był wiceprzewodniczącym ZHR. Od 2008 członek Rady Naczelnej Związku Harcerstwa Rzeczypospolitej z wyboru.
Laureat Nagrody im. Witolda Hulewicza za rok 2020. Uhonorowany Medalem „Pro Bono Poloniae” w 2023.